# Indiani (popolo)
Gli indiani o popolo indiano sono gli abitanti dell'India, il Paese più popoloso al mondo con il 18% della popolazione mondiale. Con il termine "indiano" ci si riferisce quindi alla cittadinanza, non a un'etnia o ad una lingua: all'interno degli indiani ci sono infatti una grande varietà di gruppi etno-linguistici regionali che riflettono la ricca e complessa storia dell'India. L'India tutt'oggi ospita tutti i gruppi etnici che si trovano nel subcontinente indiano.
I flussi migratori seguenti la diaspora indiana hanno portato gli emigranti a stabilirsi per la maggior parte nel Sud-est asiatico, negli Emirati Arabi Uniti, in Gran Bretagna, in Nord America, Australia, Sudafrica e nel Sud dell'Europa. La stima di questi ultimi varia dai 12 ai 20 milioni.

## Etnonimi
Il nome di Bhārata (in sanscrito भारत) è stato usato come etnonimo auto-attribuitosi dalla gente del subcontinente indiano prima e della Repubblica dell'India poi. La designazione compare già nel nome sanscrito del Paese, ossia Bhārata Gaṇarājya; il nome deriva dagli antichi Veda e dai Purāṇa, i quali si riferiscono ai vasti territori comprendenti l'India come Bhārata varṣam e usano questo termine per distinguere le popolazioni degli altri varsas-continenti.

I Bhāratas erano tribù d'epoca vedica menzionate nel Ṛgveda, in particolare quelle che parteciparono alla battaglia dei dieci re (dāśarājñá). L'India prende il suo nome dall'imperatore mitologico Bharata (in sanscrito: भरत, Colui che è caro), un discendente dalla tribù omonima e rampollo della dinastia Kuru che unificò il subcontinente sotto un unico regno.

## Cultura
L'India è una delle civiltà più antiche del mondo. La cultura indiana, spesso etichettata come un amalgama di varie culture differenti, si estende in tutto il subcontinente ed è stata plasmata ed influenzata da una storia lunga parecchie migliaia di anni.
In tutta la storia dell'India, la cultura indiana è stata fortemente influenzata dalle cosiddette religioni dharmiche. 

### Religione
L'India è la patria di induismo, buddhismo, giainismo e sikhismo, collettivamente note come religioni indiane o dharmiche.